# 智利擬鰺
智利擬鰺（学名：Pseudocaranx chilensis），为輻鰭魚綱鱸形目鱸亞目鰺科擬鰺屬下的一个种，被IUCN列為易危保育類動物，分布於東南太平洋智利Desventuradas及Juan Fernández群島海域，為溫帶海水魚，體長可達65公分，生活習性不明，可做為食用魚。